# カルラ (カンタル県)
カルラ （Carlat）は、フランス、オーヴェルニュ＝ローヌ＝アルプ地域圏、カンタル県のコミューン。

## 地理
カルラはオーリヤック盆地にある小さな村である。家屋は玄武岩の地形の上に、古い溶岩流の跡である岩と向かい合って建てられている。

## 歴史

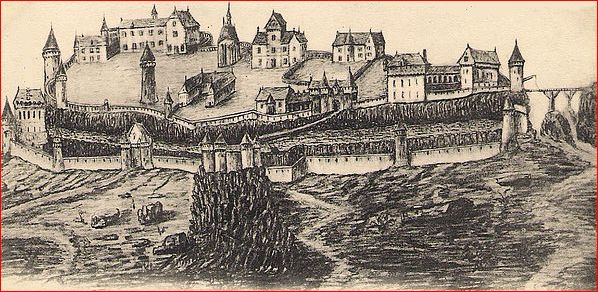
破壊される以前のカルラ城。16世紀の絵

カルラの岩山の上には8世紀から城があった。その場所は谷を越え、息をのむようだった。1604年、アンリ4世軍が城を荒らしている。フランス革命で、それまでのカルラ子爵領は革命政府に没収され、国有財産として資産は売却されてしまった。19世紀の後半、カルラ子爵の称号を継承していたモナコ大公アルベール1世への返済にあてるために、カルラの岩山はオート・オーヴェルニュ会社に買収された。
2008年、カルラの首長は、イタリアのコムーネであるブルーニとの姉妹都市関係について言及した。カルラとブルーニの2自治体をつなぐ取り組みは、当時のフランス大統領ニコラ・サルコジの夫人カーラ・ブルーニ＝サルコジ（彼女のCarlaという名はイタリア語ではカルラと呼ぶ）にちなんだもので、村の名前を宣伝して観光収入につなげようというものだった。2010年7月、姉妹都市協定が正式に結ばれた。その後、ブルーニはヴァッラルサに併合され、教区の1つとなっている。
2012年1月より、カルラは自治体間連合Communauté d'agglomération du bassin d'Aurillacに再加入した。

## 人口統計
| 1962年 | 1968年 | 1975年 | 1982年 | 1990年 | 1999年 | 2006年 | 2011年 |
| ------ | ------ | ------ | ------ | ------ | ------ | ------ | ------ |
| 508    | 432    | 394    | 364    | 306    | 305    | 284    | 343    |

参照元:1999年までEHESS、2004年以降INSEE